# Władysław Kowalski (piłkarz)
Władysław Kowalski (ur. 17 kwietnia 1897 w Krakowie, zm. 21 września 1939 k. Wołczatycz) – polski piłkarz występujący na pozycji napastnika, reprezentant Polski w latach 1923–1924, żołnierz Legionów Polskich.

## Życiorys
Urodził się 17 kwietnia 1897 w Krakowie, w rodzinie Jana i Heleny ze Skawińskich.
Walczył w Legionach Polskich. Po odzyskaniu niepodległości był buchalterem, kierownikiem kancelarii Wydziału Prawa Uniwersytetu Jagiellońskiego. 
Na stopień podporucznika został mianowany ze starszeństwem z 29 listopada 1930 i 9. lokatą, a na stopień porucznika ze starszeństwem z 19 marca 1939 i 1115. lokatą w korpusie oficerów rezerwy piechoty. W 1934 posiadał przydział w rezerwie do 3 Pułku Strzelców Podhalańskich w Bielsku. 
Zginął, jako żołnierz rozstrzelany w 1939 roku przez Sowietów pod Chodorowem.
Był piłkarzem, napastnikiem, zawodnikiem Legii Warszawa (1920–1921) oraz Wisły Kraków (1923–1930). Cztery razy wystąpił w reprezentacji Polski (1923–1924), strzelając dwie bramki w meczu z Estonią w 1923.

## Ordery i odznaczenia
- Krzyż Niepodległości – 20 lipca 1932 „za pracę w dziele odzyskania niepodległości”[5][1]
- Krzyż Walecznych czterokrotnie
- Odznaka Pamiątkowa Więźniów Ideowych[6]